# Lorient
Lorient (Bretons: An Oriant) is een havenstad in Frankrijk aan de Atlantische Oceaan, in het zuiden van Bretagne. De gemeente telde 58.202 inwoners op 1 januari 2022. Hiermee is het de gemeente met het meeste inwoners van het departement Morbihan. De stad is de onderprefectuur van het arrondissement Lorient en de centrumstad van Lorient Agglomération, een gemeentelijk samenwerkingsverband bestaande uit 25 gemeenten.
Lorient heeft een lange geschiedenis als haven en marinesteunpunt.

## Historie

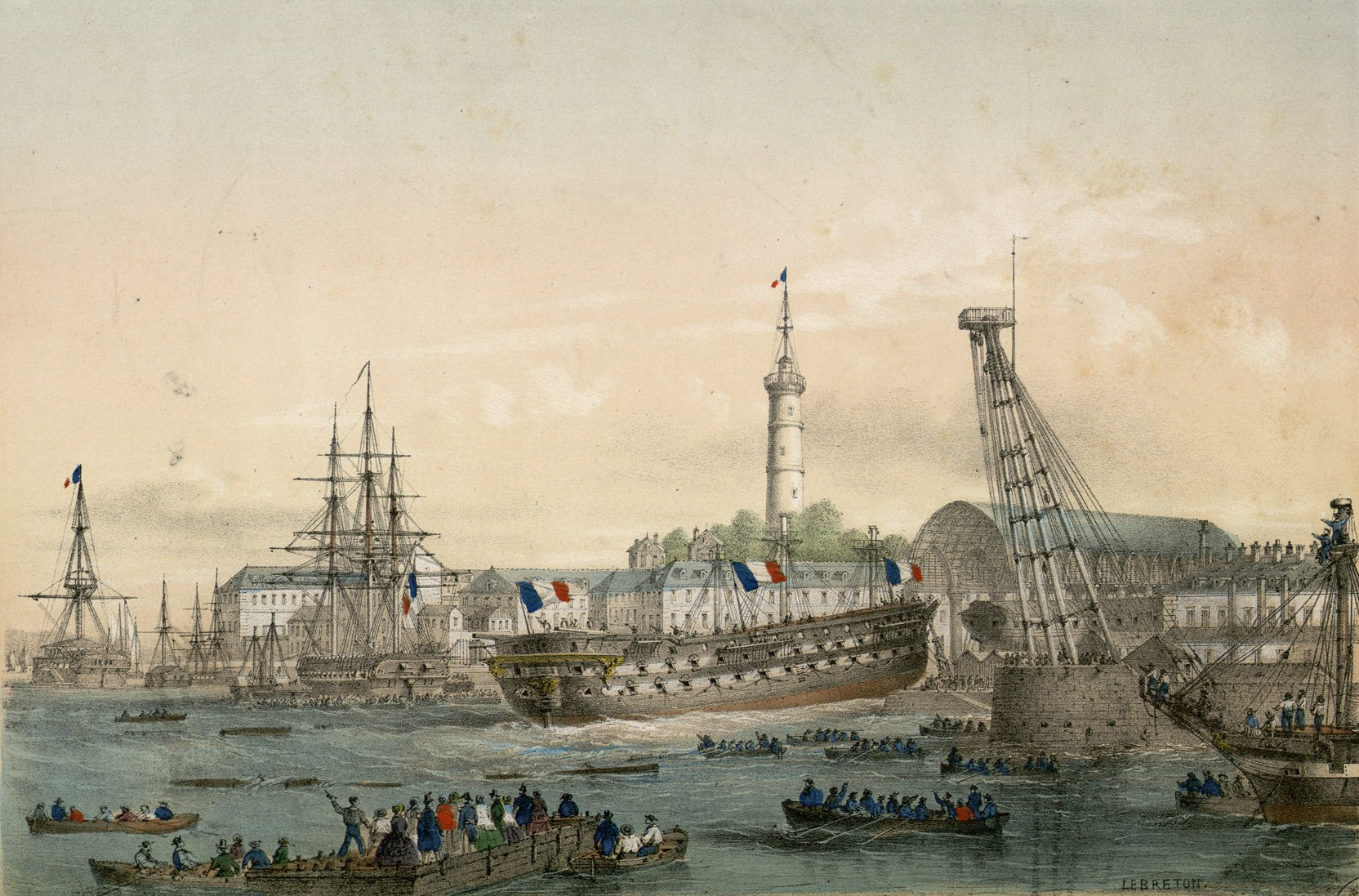
De militaire haven in de 19e eeuw

Vanaf de middeleeuwen lag hier in de buurt een nederzetting, Blavet. De plaats werd hernoemd in Port-Louis toen koning Lodewijk XIII hier aan het begin van de 17e eeuw een citadel liet bouwen.
De uitloop van de rivier de Scorff werd in 1664 door de regering van koning Lodewijk XIV uitgekozen voor de vestiging van een scheepswerf voor de te stichten Compagnie des Indes. De plaats had als voordeel dat ze direct uitgaf op de Atlantische Oceaan zodat schepen niet eerst door Het Kanaal moesten varen dat door de Engelsen werd gecontroleerd. Ook was de relatief smalle haven goed te verdedigen. Tegelijk met de werf en de eerste schepen verrees een woonplaats voor de scheepstimmerlieden en de staf van de werf. De nieuwe stad kreeg de naam L'Orient ("Het oosten") als verwijzing naar de handel met Azië. De stad zelf ontwikkelde zich voornamelijk tussen 1732 en 1750. Lorient werd de thuishaven van de Compagnie en in het Hôtel Gabriel vond jaarlijks een veiling van koloniale waren plaats. Vooral de indiennes, bedrukte katoenen stoffen, waren erg populair. Nadat Frankrijk in de loop van de 18e eeuw de meeste van haar overzeese gebieden verloor, liep de handelsactiviteit in de haven sterk terug om na de Franse Revolutie volledig te verdwijnen. Maar intussen had Lorient onder koning Lodewijk XVI een nieuwe impuls gekregen toen hij de haven overkocht als basis voor de Franse marine. Zo ontstond het Arsenaal.
Direct na de val van Frankrijk in 1940 zag het Duitse leger de voordelen van de haven in mede vanwege de ligging ten opzichte van de Atlantische Oceaan. Op 28 juni 1940 besloot admiraal Karl Dönitz een U-bootbasis te bouwen. Tussen februari 1941 en januari 1943 werden drie gigantische structuren van gewapend beton gebouwd op het Keroman-schiereiland bij de stad. De werken van de onderzeebootbasis Lorient kregen de aanduiding K1, K2 en K3. Lorient werd tijdens de oorlog zwaar beschadigd door geallieerde bombardementen, maar de bunkers werden nooit buiten bedrijf gesteld. Lorient werd pas in mei 1945 op de Duitsers bevrijd.
Na de oorlog lag de stad grotendeels in puin.

## Verkeer en vervoer
In de gemeente ligt spoorwegstation Lorient.
Het streekvervoer wordt verzorgd door autobussen en deels ook door bateaux-bus op het water.

## Onderwijs
In Lorient is l'Université de Bretagne Sud (UBS) gevestigd. De UBS is een multidisciplinair universiteit, waar studies in de sociale wetenschappen, rechten, economie, management, geografie, geschiedenis, informatica, vreemde talen, en wiskunde gevolgd kunnen worden. Sinds 2020 verwelkomt de universiteit elk jaar meer dan 10.000 studenten.

## Economie
De economie van de stad leunt traditioneel sterk op haar marinebasis en haar vissershaven. Lorient is na Boulogne-sur-Mer de grootste vissershaven van Frankrijk en is vooral bekend voor de vangst van heek. De visveiling bevindt zich in de Halles de Merville. Maar het belang van de haven is minder geworden en de industrie en de dienstensector hebben aan belang gewonnen. Ook is Lorient een belangrijk administratief en onderwijscentrum.
Ook het toerisme heeft aan belang gewonnen. Hierbij speelt onder andere de jachthaven een rol.

## Sport
FC Lorient is de professionele voetbalclub van Lorient en speelt in het Stade du Moustoir. De club speelt in de Ligue 1, het hoogste Franse niveau.
Lorient was dertien keer een etappeplaats in de wielerkoers Ronde van Frankrijk, voor het laatst in 2021.
Op 15 juli 2007 werd in Lorient het WK triatlon over de lange afstand gehouden.

## Geografie
De oppervlakte van Lorient bedroeg op 1 januari 2022 17,48 vierkante kilometer; de bevolkingsdichtheid was toen 3.329,6 inwoners per km².
De onderstaande kaart toont de ligging van Lorient met de belangrijkste infrastructuur en aangrenzende gemeenten.

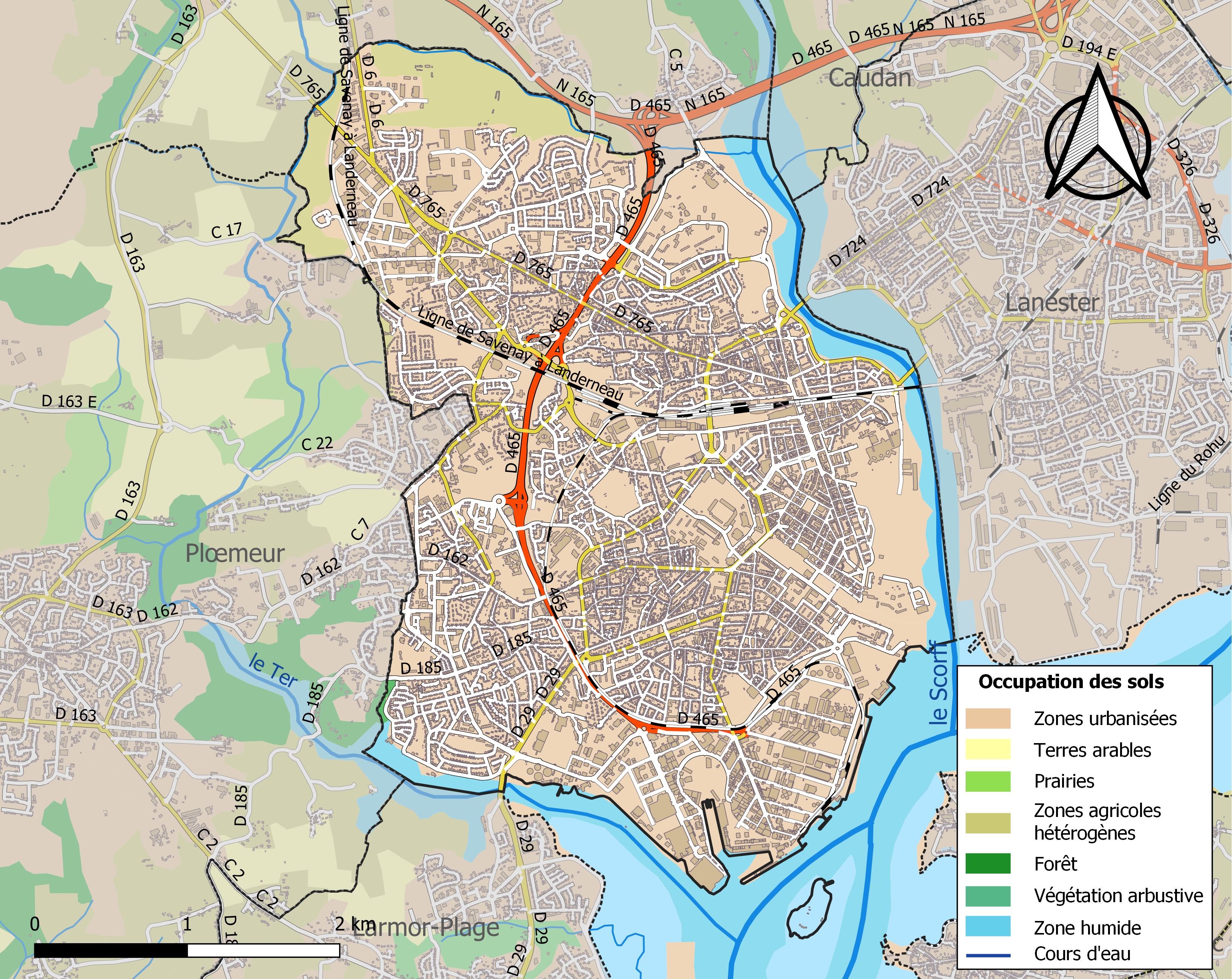

## Demografie
Onderstaande figuur toont het verloop van het inwonertal, bron: INSEE-tellingen. 

## Partnersteden
- České Budějovice, Tsjechië

## Afbeeldingen

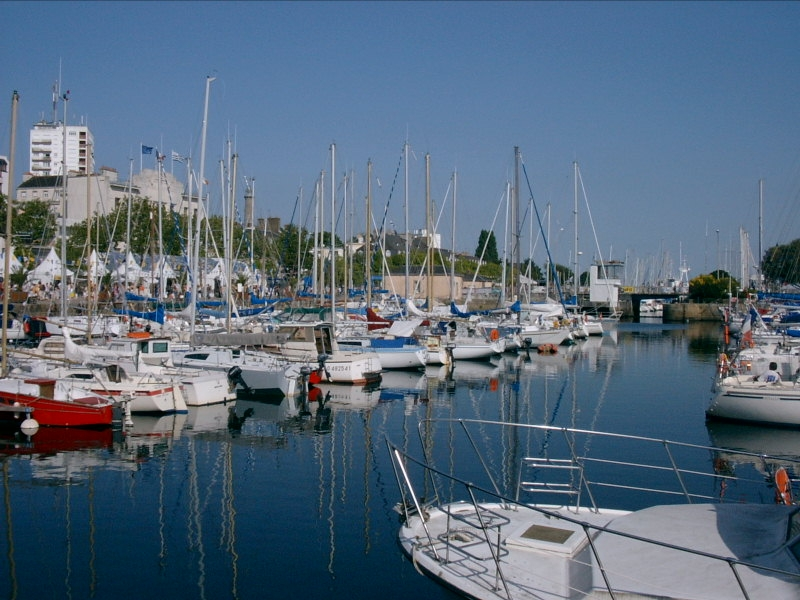
Jachthaven
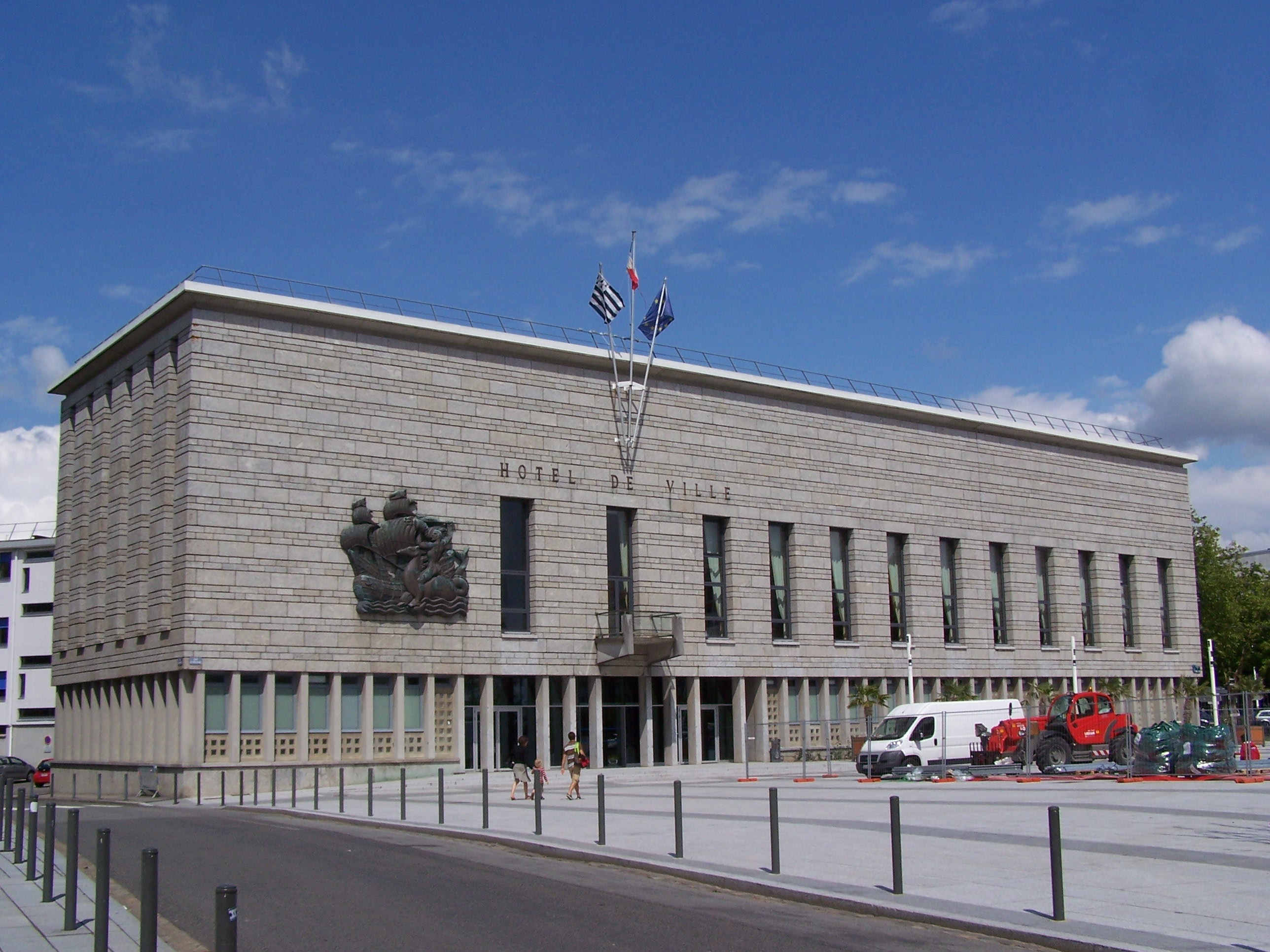
Gemeentehuis
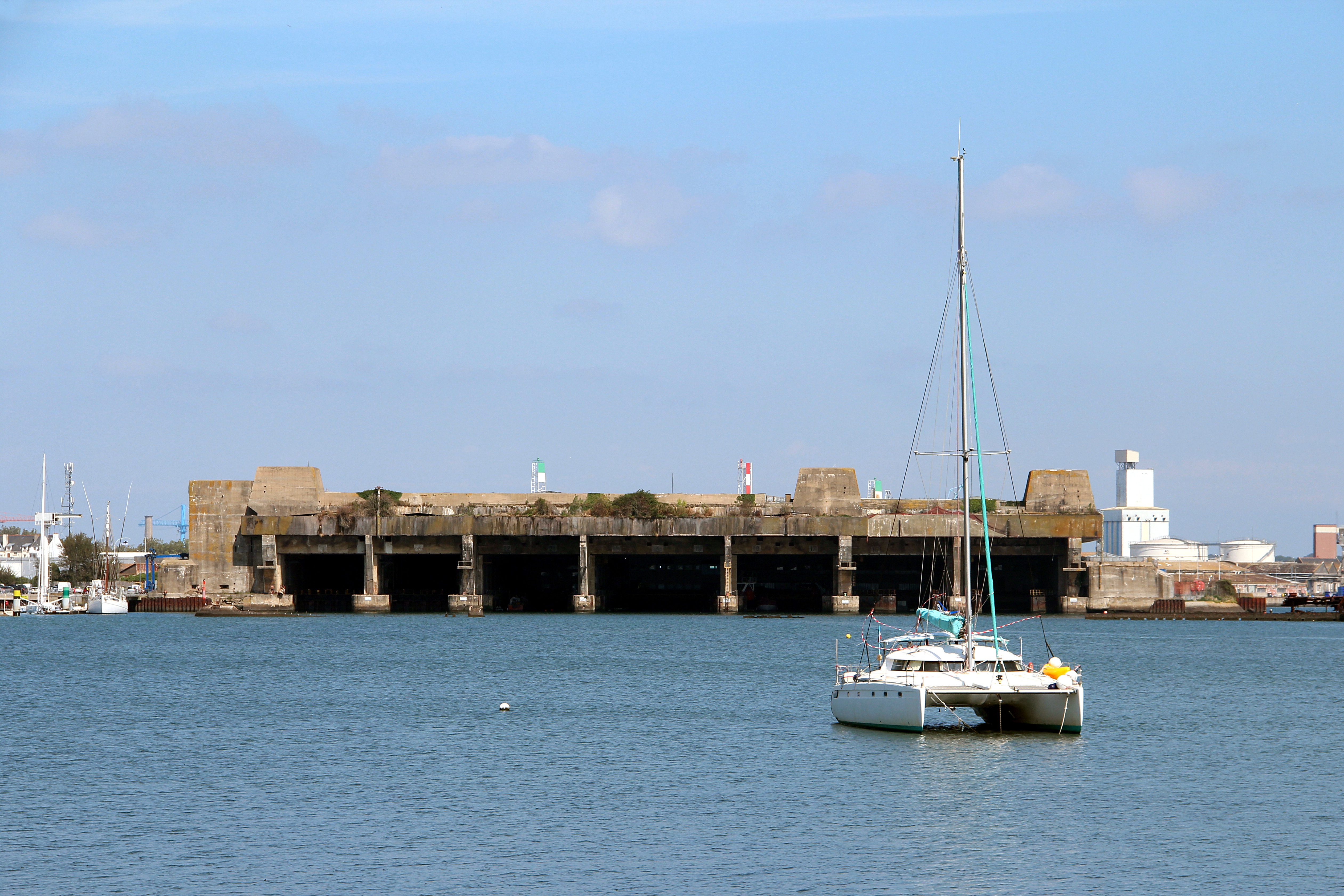
Onderzeebootbasis

## Geboren
- Jacques Vaché (1895-1919), schrijver
- Marie-Thérèse Bardet (1898-2012), supereeuwelinge
- Jean-Yves Le Drian (1947), politicus
- Viktor Lazlo (1960), zangeres en presentatrice
- Ronan Le Crom (1974), voetballer
- Marc Boutruche (1976), voetballer
- Jérémy Morel (1984), voetballer
- Gaëtan Courtet (1989), voetballer
- Enzo Le Fée (2000), voetballer
- Illan Meslier (2000), voetballer
- Eli Junior Kroupi (2006), Frans-Ivoriaans voetballer

## Trivia
- In 1999 vervuilde de kust van Lorient door de olie van de ramp met olietanker Erika.
- Door Lorient loopt de Europese wandelroute E9 die onder andere via de Nederlandse kust loopt naar de Baltische Staten.